# Rodan
Rodan er en fiktiv flyveøgle introduceret første gang i Rodan i 1956. 

## Filmserien
- Rodan (1956)
- Ghidorah, the Three-Headed Monster (1964)
- Invasion of Astro-Monster (1965)
- Destroy All Monsters (1968)
- Godzilla vs. Mechagodzilla II (1993)
- Godzilla: Final Wars (2004)